# 배너티 페어 (잡지)
《배너티 페어》(Vanity Fair)는 보그를 발행하는 미국의 콘데 나스트 퍼블리케이션즈가 발간하는 잡지이다. 문화와 패션에 대한 기사가 대부분을 차지한다.

## 역사
콘데 몬트로즈 나스트가 1913년에 Dress라는 남사 패션 잡지 이름을 인수해, 잡지명을 Dress and Vanity Fair 로 개명해 네 개의 호를 발행했다. 이후 점차 번성해나가다 배너티 페어는 대공황의 여파와 광고 수입 감소로 인해 결국 보그에 합쳐졌다.
1981년 6월, 콘데 나스트사는 배너티 페어를 다시 잡지로 발행할 것이라고 발표했다. 1983년 2월, 3월호로 배너티 페어는 다시 발행되기 시작했다.